# Propachyarthra meyi
Propachyarthra meyi är en fjärilsart som beskrevs av László Anthony Gozmány. Propachyarthra meyi ingår i släktet Propachyarthra och familjen äkta malar. Inga underarter finns listade i Catalogue of Life.